# Andrew Cyrille
Andrew Cyrille (* 10. listopadu 1939 Brooklyn) je americký jazzový bubeník. Od svých patnácti let hrál v triu, kde hrál i kytarista Eric Gale. V roce 1964 nastoupil do kapely klavíristy Cecila Taylora, kde zůstal deset let. Rovněž vydal několik alb jako leader a spolupracoval s dalšími hudebníky, mezi které patří Billy Bang, Coleman Hawkins, Carla Bley nebo Anthony Braxton.